# Gendarmería Gran Ducal
La Gendarmería Gran Ducal (en francés: Gendarmerie Grand-Ducale; Luxemburgués: Groussherzoglech Gendarmerie) fue un cuerpo de policía del Gran Ducado de Luxemburgo de tipo gendarmería por realizar labores tanto civiles como militares. Dependía del Ministerio de Interior. Desapareció el 1 de enero de 2000, cuando se fusionaron las diferentes policías locales con dicho cuerpo, creándose así la Policía Gran Ducal. En 1805 se denominaba Gendarmerie impériale (Gendarmería imperial).